# Jean-Louis Schneiter
Pour les articles homonymes, voir Schneiter.
Jean-Louis Schneiter, né le 17 janvier 1933 à Reims (Marne), et mort à Nantes (Loire-Atlantique) le 7 septembre 2016, est un homme politique français, député de la Marne et maire de Reims.

## Biographie
Jean-Louis Schneiter est le fils de Pierre Schneiter et l'époux de Josette Cercleron. Courtier en vins de Champagne, il est député de la Marne de 1978 à 1981.  
À la mairie de Reims, il est adjoint de Jean Taittinger puis de Jean Falala, avant de devenir maire (divers droite) de Reims le 17 mai 1999, réélu le 18 mars 2001, jusqu'en 2008. Il est également président de la Communauté d'agglomération de Reims (Reims Métropole). 
Hospitalisé à Nantes, il meurt brutalement le 7 septembre 2016 à l'âge de 83 ans.

## Décorations
- Croix de la Valeur militaire
- Croix du combattant
- Chevalier de la Légion d'honneur (le 14 juillet 2004)
- Chevalier de l'ordre des Palmes académiques (2004)
- Chevalier de l'ordre national du Mérite

## Mandats locaux
- Conseiller municipal de 1959 à 2008
- Adjoint de Jean Taittinger de 1959 à 1977 puis de Jean Falala  de 1983 à 1999  à la mairie de Reims.
- Maire de Reims de 1999 à 2008

## Mandat de député
- Député de la Marne de 1978 à 1981.